# Juan de Medina de Pomar
Juan de Medina de Pomar (Medina de Pomar, ?–Tamajón, 22 de juliol de 1248) va ser un religiós castellà que va ser breument arquebisbe de Toledo entre 1247 i 1248.
Originari de Castella, de Medina de Pomar, alguns apunten que els seus orígens familiars eren forans, de Gascunya o Anglaterra. Era nebot del bisbe de Burgos, Mauricio. Va estudiar a París, on va ser afavorit per la reina Blanca de Castella, mare de Lluís IX de França. Es diu sense fonaments que va ser mestre de Ferran III de Castella.
Va ser abat de Valladolid, ardiaca de Briviesca i canonge de la catedral de Toledo, on va ser capellà de l'arquebisbe Rodrigo Jiménez de Rada. Finalment va resultar electe a l'arxidiòcesi de Toledo el 1247, malgrat que es va intentar que fos nomenat per tal càrrec a Gil de Torres. El 1248 va demanar Lluís IX l'enviament d'una sèrie de fragments de relíquies procedents del tresor imperial de Constantinoble, algunes relacionades amb el sant sudari, fragments del llençol, que van ser rebuts el maig del mateix any amb una carta signada pel rei amb el segell d'autenticitat.
Va morir poc després de la seva elecció durant el trajecte d'un viatge, probablement a Tamajón, el 22 de juliol de 1248, on havia fet testament i, on se'l relaciona amb la fundació de l'església romànica del poble. A la seva mort va ser elegit Gutierre Ruiz de Olea, just en el moment en què es feia l'entrada triomfal a Sevilla després de la seva conquesta. Gran bibliòfil, de la seva important biblioteca personal, que havia acumulat al llarg dels anys, en va fer una minuciosa partició al seu testament, i la va llegar en part a la catedral, però per la seva mida amb prou feines hi va caber una part molt reduïda.